# IC 4426
IC 4426 је елиптична галаксија у сазвјежђу Волар која се налази на листи објеката дубоког неба у Индекс каталогу.
Деклинација објекта је + 16° 49' 54" а ректасцензија 14h 27m 17,0s. Привидна величина (магнитуда) објекта IC 4426 износи 14,3 а фотографска магнитуда 15,3. IC 4426 је још познат и под ознакама MCG 3-37-16, CGCG 104-28, NPM1G +17.0498, DRCG 29-54, PGC 51607.